# Myrmeleon (Myrmeleon) mendax
Myrmeleon (Myrmeleon) mendax is een insect uit de familie van de mierenleeuwen (Myrmeleontidae), die tot de orde netvleugeligen (Neuroptera) behoort. 
Myrmeleon (Myrmeleon) mendax is voor het eerst wetenschappelijk beschreven door Walker in 1853.